# Ramot Polin
Ramot Polin (Hebreeuws: רמות פולין; letterlijk: 'Polen hoogten') is een buurt die deel uitmaakt van de grotere wijk Ramot (ook bekend als Ramot Alon), een Israëlische nederzetting in het noordwesten van Oost-Jeruzalem. Het werd vanaf 1972 in fasen gebouwd, voornamelijk bedoeld voor charedische joden, waaronder Breslov (een van de grootste chassidische bewegingen in de wereld). De buurt telt 720 woningen van verschillende grootte.
De internationale gemeenschap beschouwt Israëlische nederzettingen op de Westelijke Jordaanoever, en dus ook Ramot Polin, als illegaal volgens internationaal recht. De Israëlische regering betwist dit echter.

## Geschiedenis

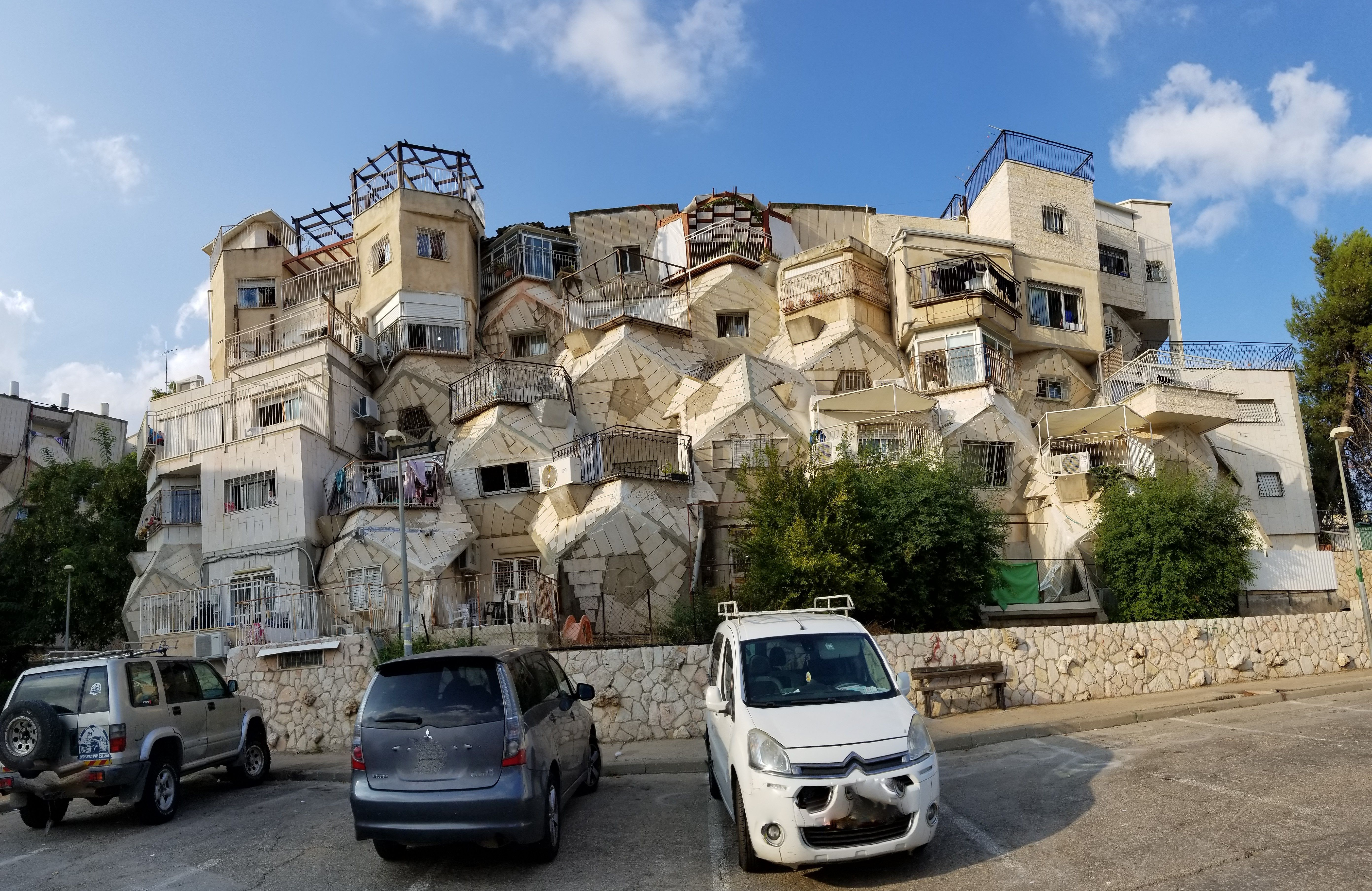
Ramot Polin, ontworpen door architect Zvi Hecker.

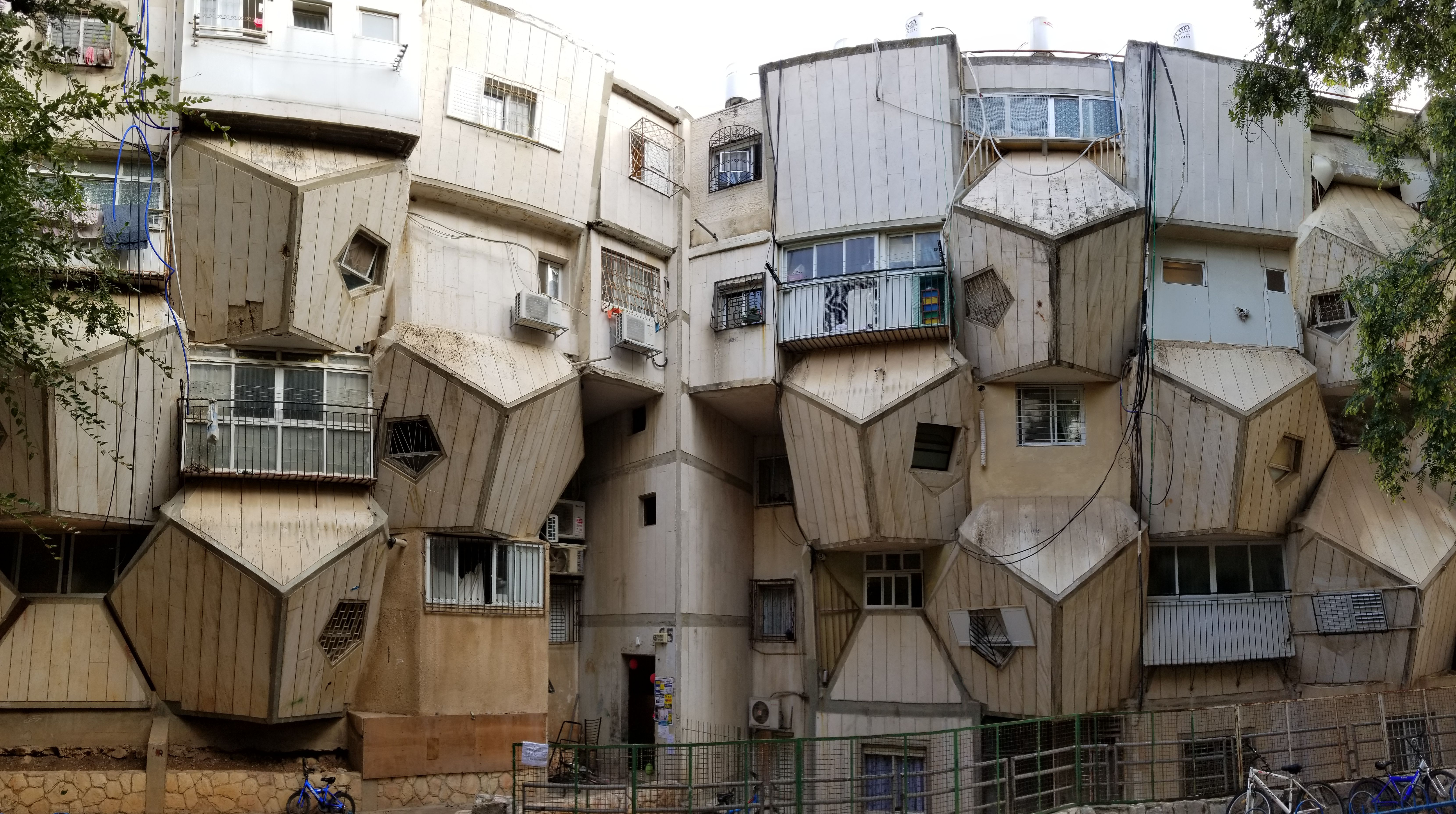
Ramot Polin, ontworpen door architect Zvi Hecker.

Ramot Polin werd gebouwd tussen 1972 en 1975, onder leiding van de in Polen geboren Israëlische architect Zvi Hecker. Naar aanleiding van de Zesdaagse Oorlog in 1967 ontstond het idee voor een nieuwe buurt. Dit gebeurde op initiatief van het Israëlische ministerie van Bouw en Huisvesting en Kollel Polen, een Poolse en religieus joodse charitatieve instelling die een oplossing zocht voor het woningtekort in Warschau.
Hecker werkte aan het ontwerp in samenwerking met leden van de instelling, die ondanks het ongebruikelijke ontwerp en dankzij de lage prijs in de appartementen wilden wonen. Nadat de Likoed in 1977 aan de macht was gekomen, besloot de nieuwe minister van Huisvesting, Gideon Patt, het project stop te zetten en werd de wijk niet volgens het oorspronkelijke ontwerp afgebouwd.
Buiten Israël sprak men vol lof over het ontwerp van Ramot Polin, dat creatief en innovatief werd gevonden. In eigen land kon het vooral op veel kritiek rekenen. Critici noemden de geometrie regelmatig een "kwestie van smaak en mode" en benadrukten vooral de ongemakken die het ontwerp met zich meebracht.
Het appartementencomplex is uitgeroepen tot een van de "vreemdste gebouwen ter wereld" en is beschreven als een "huisvestingsproject voor honingbijen". In zijn plan verwerkte Hecker verschillende architecturale voorstellen, zoals de vernieuwende geometrische vormen, die destijds zeer vernieuwend waren. Desondanks hebben de huurders door de jaren heen hun ongenoegen geuit en hebben zij geprobeerd de vijfhoekige vorm vierkant te maken. Sinds 2011 is geen enkele woning meer in zijn oorspronkelijke staat. Daarnaast bestaat het plan om 11 gebouwen te slopen om vervolgens op diezelfde plek 1.000 nieuwe woningen te bouwen.

## Galerij

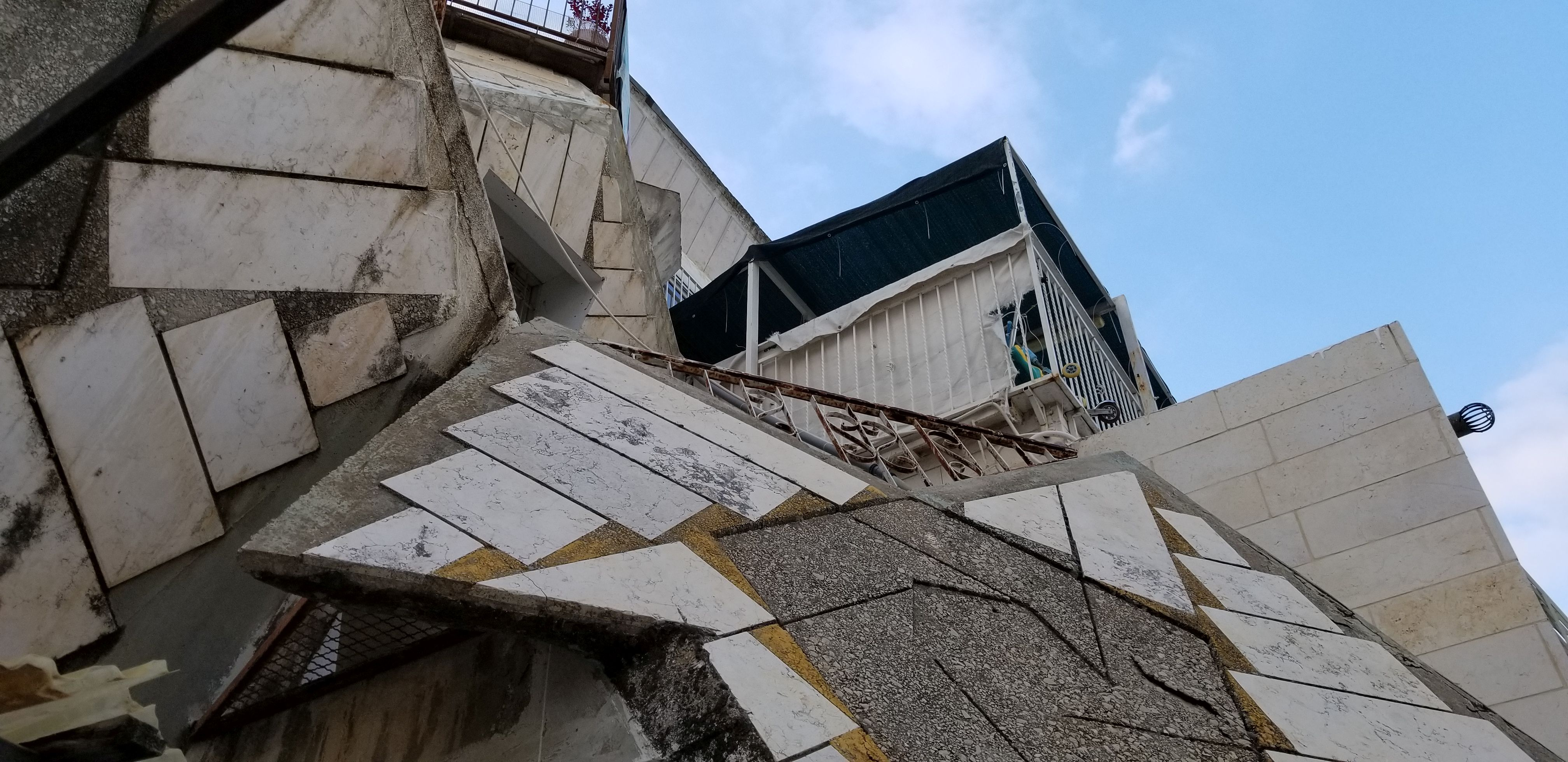
Ramot Polin, ontworpen door architect Zvi Hecker.
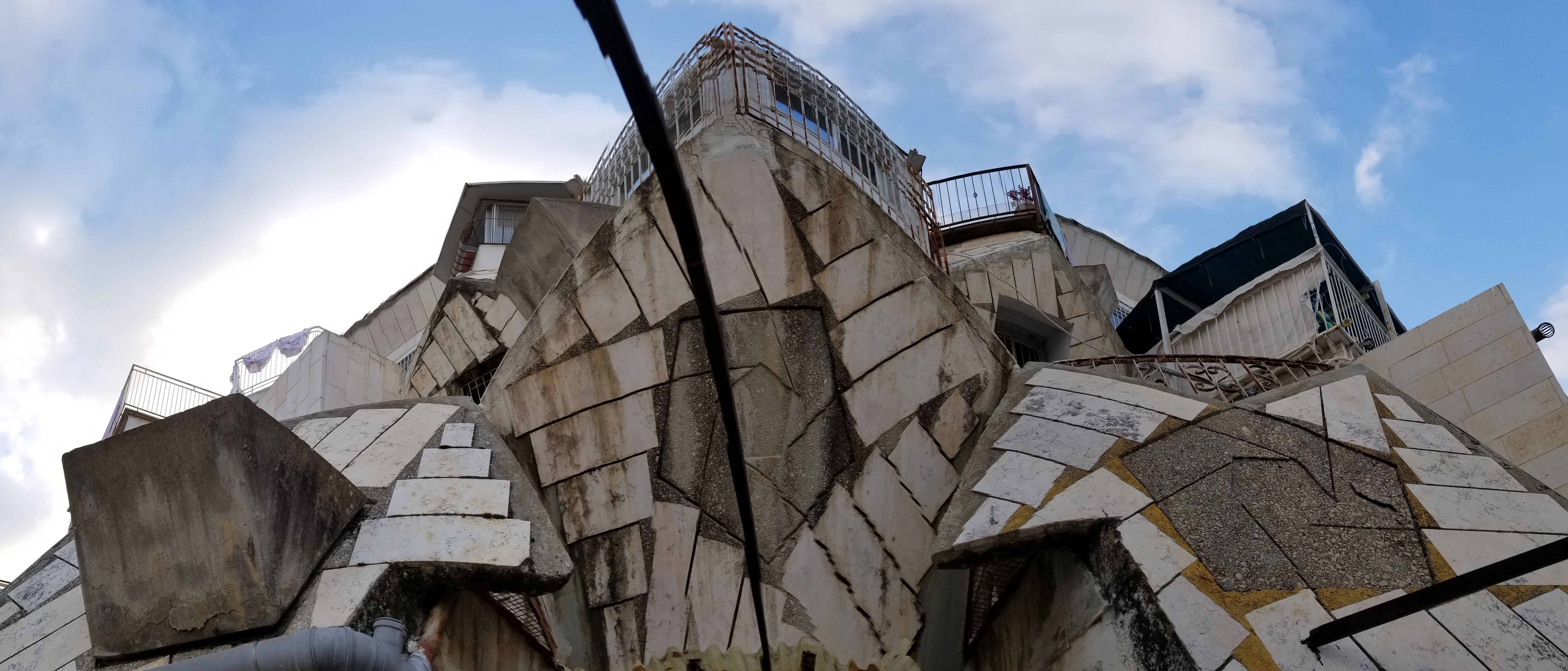
Ramot Polin, ontworpen door architect Zvi Hecker.
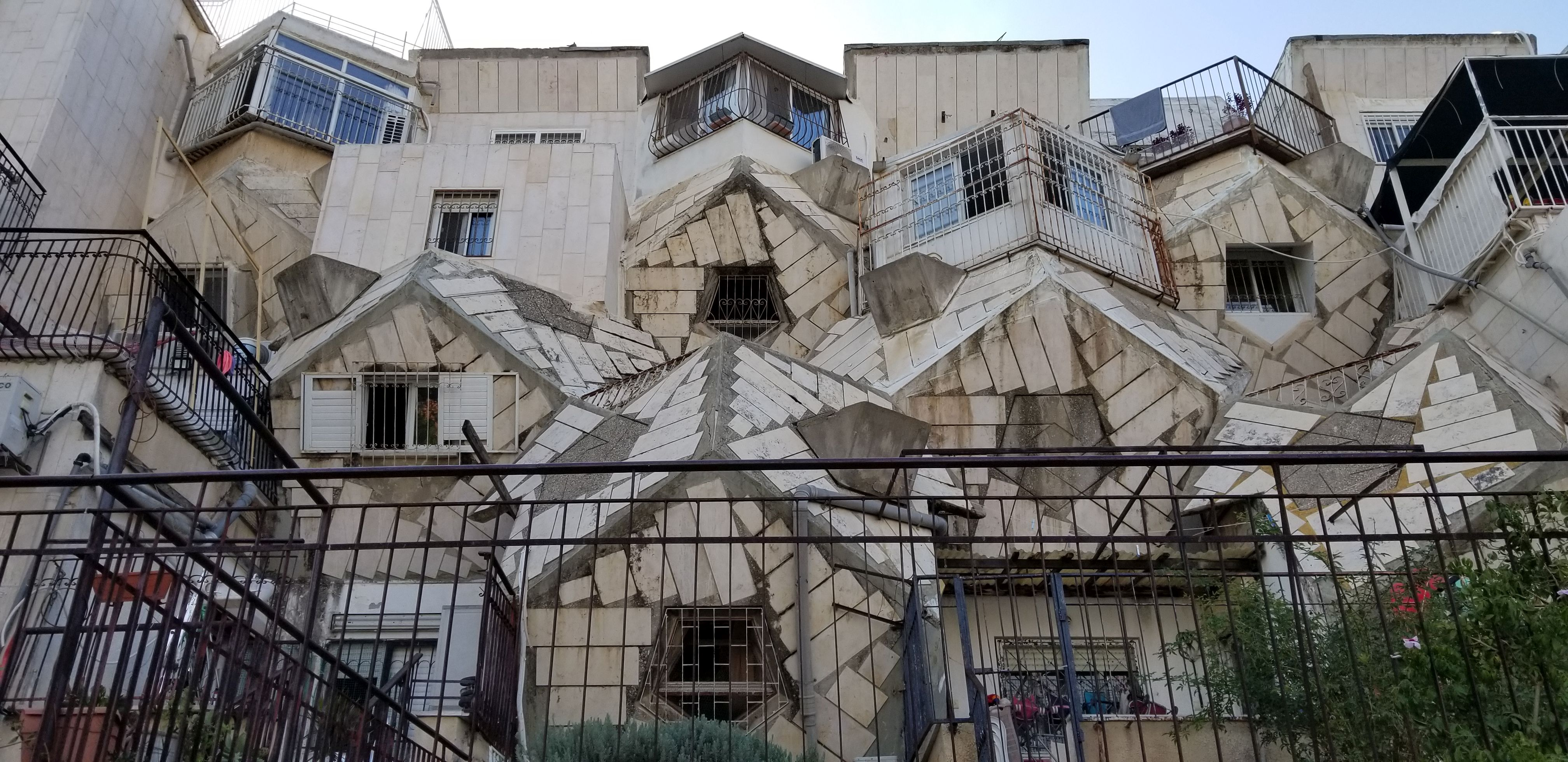
Ramot Polin, ontworpen door architect Zvi Hecker.